# 圖耶奇
圖耶奇（羅曼什語發音：[ˈtuɪə̯tʃ] ⓘ）是瑞士格勞賓登州的一个市镇，位於該國東部，面積133.91平方公里，兩成半土地用作農業，海拔高度1,450米，2011年人口1,693，人口密度每平方公里13人。

## 外部連結
- Official website （羅曼什語）